# Liga de Voleibol Superior Masculino 2008
La Liga Superior portoricana di pallavolo maschile 2008 si è svolta nel 2008: al torneo hanno partecipato 9 franchigie portoricane e la vittoria finale è andata per l'ottava volta ai Plataneros de Corozal.

## Regolamento
La competizione prevede che le nove squadre partecipanti si sfidino, per circa due mesi, senza un calendario rigido, fino a disputare trentadue partite ciascuna. Le prime sei classificate accedono ai play-off: ai quarti di finale le squadre sono divise in due gironi col metodo della serpentina, dai quali le prime due classificate accedono alle semifinali, dove si incrociano; le semifinali e la finale sono giocate al meglio delle sette gare.

## Squadre partecipanti
| - Changos de Naranjito - Gigantes de Adjuntas - Gigantes de Carolina - Indios de Mayagüez | - Leones de Ponce - Mets de Guaynabo - Patriotas de Lares - Plataneros de Corozal |

## Campionato

### Regular season

#### Classifica
| Pos. | Squadra               | Pt | G | V | P | SV | SP | Ratio | PF | PS | Ratio |
| ---- | --------------------- | -- | - | - | - | -- | -- | ----- | -- | -- | ----- |
| 1    | Indios de Mayagüez    | -  |   |   |   |    |    |       |    |    |       |
| 2    | Plataneros de Corozal | -  |   |   |   |    |    |       |    |    |       |
| 3    | Mets de Guaynabo      | -  |   |   |   |    |    |       |    |    |       |
| 4    | Changos de Naranjito  | -  |   |   |   |    |    |       |    |    |       |
| 5    | Patriotas de Lares    | -  |   |   |   |    |    |       |    |    |       |
| 6    | Gigantes de Carolina  | -  |   |   |   |    |    |       |    |    |       |
| 7    | Gigantes de Adjuntas  | -  |   |   |   |    |    |       |    |    |       |
| 8    | Leones de Ponce       | -  |   |   |   |    |    |       |    |    |       |

| Ai play-off scudetto |

### Play-off

#### Quarti di finale

##### Classifica
| Pos. | Squadra              | G | V | P | SV | SP | Ratio | PF | PS | Ratio |
| ---- | -------------------- | - | - | - | -- | -- | ----- | -- | -- | ----- |
| 1    | Indios de Mayagüez   | 4 | 3 | 1 |    |    |       |    |    |       |
| 2    | Gigantes de Carolina | 4 | 2 | 2 |    |    |       |    |    |       |
| 3    | Mets de Guaynabo     | 4 | 1 | 4 |    |    |       |    |    |       |

| Ai play-off scudetto |

| Pos. | Squadra               | G | V | P | SV | SP | Ratio | PF | PS | Ratio |
| ---- | --------------------- | - | - | - | -- | -- | ----- | -- | -- | ----- |
| 1    | Plataneros de Corozal | 4 | 3 | 1 |    |    |       |    |    |       |
| 2    | Patriotas de Lares    | 4 | 2 | 2 |    |    |       |    |    |       |
| 3    | Changos de Naranjito  | 4 | 1 | 4 |    |    |       |    |    |       |

| Ai play-off scudetto |

## Classifica finale
| Pos | Squadra               |
| --- | --------------------- |
| 1   | Plataneros de Corozal |
| 2   | Patriotas de Lares    |
| 3   | Indios de Mayagüez    |
| 4   | Gigantes de Carolina  |
| 5   | Mets de Guaynabo      |
| 6   | Changos de Naranjito  |
| 7   | Gigantes de Adjuntas  |
| 8   | Leones de Ponce       |

## Premi individuali
| Premio                   | Giocatrice           | Squadra               |
| ------------------------ | -------------------- | --------------------- |
| MVP della Regular Season | Fernando Morales     | Plataneros de Corozal |
| MVP delle finali         | David McKienzie      | Patriotas de Lares    |
| Miglior palleggiatore    | Fernando Morales     | Plataneros de Corozal |
| Miglior libero           | Gregory Berríos      | Patriotas de Lares    |
| Rising star              | Dimar López          | Patriotas de Lares    |
| Miglior esordiente       | Juan Figueroa        | Plataneros de Corozal |
| Migliore allenatore      | Juan Francisco León  | Indios de Mayagüez    |
| Migliore presidente      | José Miguel González | Plataneros de Corozal |
| All-Star Team            | -                    | -                     |
| All-Star Team            | -                    | -                     |
| All-Star Team            | -                    | -                     |
| All-Star Team            | -                    | -                     |
| All-Star Team            | -                    | -                     |
| All-Star Team            | -                    | -                     |
| All-Star Team            | -                    | -                     |
| Offensive Team           | -                    | -                     |
| Offensive Team           | -                    | -                     |
| Offensive Team           | -                    | -                     |
| Offensive Team           | -                    | -                     |
| Offensive Team           | -                    | -                     |
| Offensive Team           | -                    | -                     |